# Kettle Foods

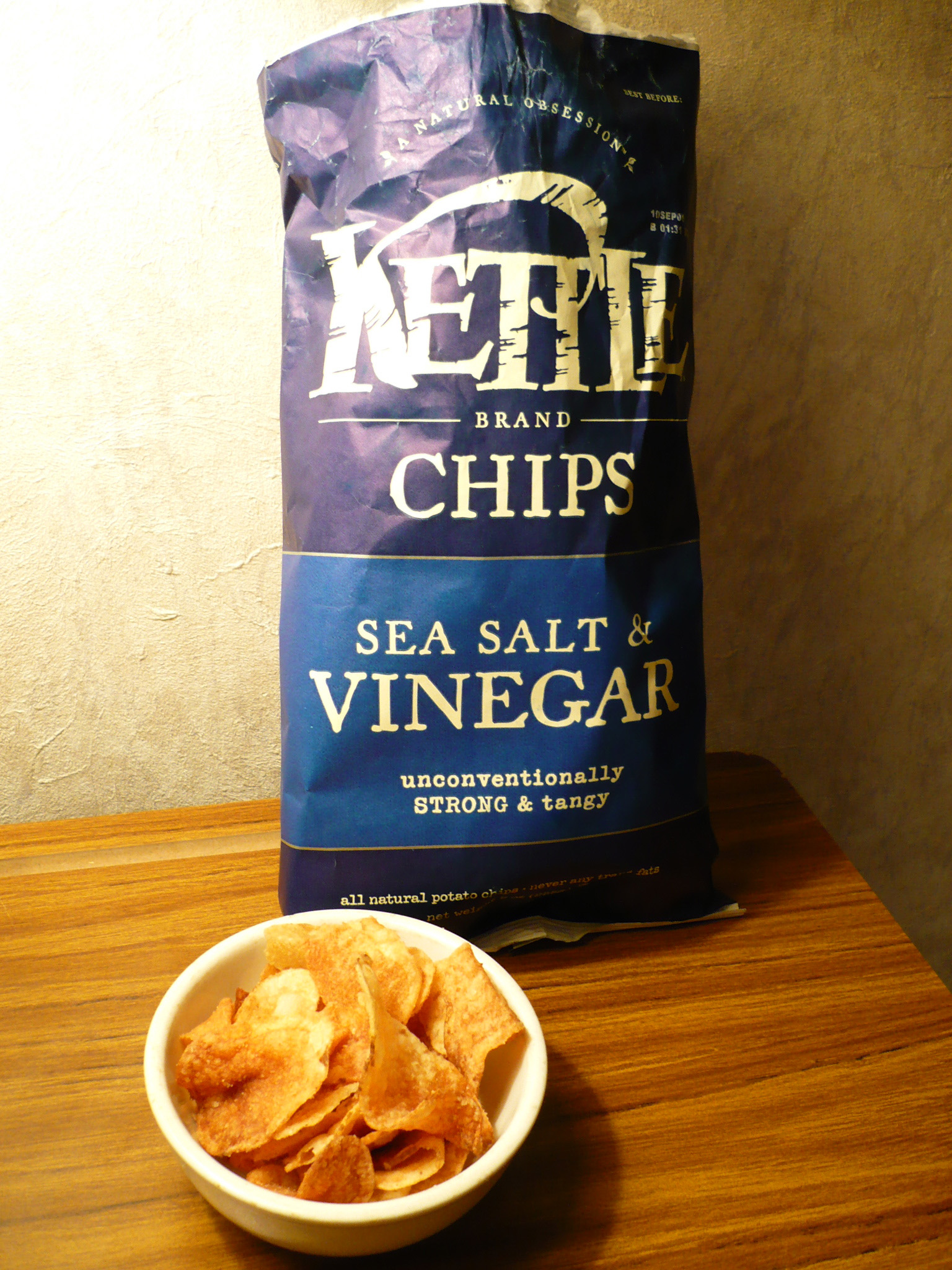
Chips aromatisées sel-vinaigre Kettle Foods.

Kettle Foods est une entreprise agroalimentaire américaine, dont le siège est situé à Salem (Oregon), spécialisée dans la production de chips de pommes de terre (ou croustilles), chips tortillas et beurre de fruits secs. Kettle Foods est également implantée à Norwich (Royaume-Uni). En 2006, cette marque de chips était considérée comme la plus importante marque de croustilles naturelles aux États-Unis.
Fondée en 1978 par Cameron Healy, l'entreprise a été acquise en 2010 par le groupe californien Diamond Foods, spécialiste des fruits secs.
Kettle est distribué en France par la société Fresh Food Village.